# Naish Peaks
Die Naish Peaks sind eine 7 km lange Reihe von bis zu 2847 m hohen Berggipfeln im Königin-Maud-Gebirge der antarktischen Ross Dependency. Sie ragen in ost-westlicher Ausrichtung zwischen der Eiskappe an der Dominion Range und der nördlich liegenden Meyer Desert auf.
Das New Zealand Geographic Board benannte sie 2016 nach dem Glaziologen Timothy Raimond Naish, Leiter des Antarctic Research Centre der Victoria University of Wellington.